# Підгородненська міська територіальна громада
Підгородненська міська територіальна громада — територіальна громада в Україні, в Дніпровському районі Дніпропетровської області, з адміністративним центром у місті Підгороднє.

## Загальна інформація
Площа території громади — 225,51 км², чисельність населення — 23 975 осіб (1.01.2020).

## Населені пункти
До складу громади увійшли м. Підгороднє та села Дмитрівка, Перемога, Спаське й Хуторо-Губиниха.

## Історія
Створена у 2019 році шляхом об'єднання Підгородненської міської ради Дніпровського району та Спаської сільської ради Новомосковського району Дніпропетровської області.
Відповідно до постанови Верховної Ради України № 807-IX від 17 липня 2020 року «Про утворення та ліквідацію районів», громада увійшла до складу новоствореного Дніпровського району.